# Ситарска радионица Дебељак
Ситарска радионица "Дебељак" је породична занатска радионица у Београду, која се често наводи као последња активна ситарска радионица у граду. Налази се на Црвеном крсту и представља живо сведочанство једног старог заната који нестаје. Радионица је генерацијама у власништву породице Дебељак, а данашњи мајстор и чувар традиције је Иван Дебељак, сертификовани мајстор ситарског заната у евиденцији Министарства привреде Републике Србије.

## Историјат

### Оснивање и словеначки корени
Корени ситарске традиције породице Дебељак потичу из Словеније, из Рибничког краја, који има вековну традицију израде и продаје дрвених производа (тзв. сува роба). Ова традиција је утемељена на патенту који је становницима Рибнице доделио цар Фридрих III пре више од 520 година.
Оснивач радионице у Београду био је Едвард Цвар, деда Ивана Дебељака по мајци. Он се, као и многи други Словенци у то време, након Првог светског рата доселио у Београд из Слатника код Рибнице због тешких животних услова. Своју прву ситарску радионицу отворио је око 1919. године. Отац Ивана Дебељака, такође Иван, пореклом из Великих Лашчи, дошао је у Београд да учи занат од свог ујака Едварда. Године 1936. Едвард Цвар је изградио радионицу у подруму породичне куће на Црвеном крсту, где се она и данас налази.

### Рад радионице и друштвене промене
Пре Другог светског рата, радионица је била велико предузеће које је запошљавало шест шегрта, а производи су се продавали широм Србије. Међутим, послератни период и комунистичка власт донели су велике промене. Приватно предузетништво је обесхрабривано, па је отац Ивана Дебељака морао да се запосли у државној фабрици сита „Слога“, док је сам Иван, иако је имао други посао, наставио да се бави ситарством у поподневним часовима, претварајући тако некадашње велико предузеће у подухват вођен страшћу и очувањем традиције.

### Стогодишњица и афирмација наслеђа
Поводом сто година постојања радионице, 2019. године организована је изложба под називом „Решетарји с Црвеног Крста – стољеће постојања“ у сарадњи Друштва Словенаца "Сава" и Етнографског музеја (у Манаковој кући). Такође, снимљен је и документарни филм „Сита и решета мајстора Дебељака“ у продукцији РТС-а и Рокоделског центра из Рибнице, што је допринело широј афирмацији овог заната и породичног наслеђа.
| Година/Период | Догађај/Прекретница                                                               | Значај                                                         |
| ------------- | --------------------------------------------------------------------------------- | -------------------------------------------------------------- |
| око 1500.     | Цар Фридрих III додељује патент Рибници за производњу дрвених производа.          | Успостављање древних корена заната у домовини породице.        |
| око 1919.     | Едвард Цвар оснива ситарску радионицу у Београду.                                 | Почетак београдског наслеђа породице Дебељак.                  |
| 1936.         | Едвард Цвар гради радионицу у подруму куће на Црвеном крсту.                      | Успостављање трајне локације радионице.                        |
| после 1945.   | Промена оперативног модела због комунистичке политике; занат се обавља хонорарно. | Прилагођавање пословног модела друштвено-политичким променама. |
| 2019.         | Обележавање стогодишњице постојања изложбом и документарним филмом.               | Културна афирмација и признање наслеђа радионице.              |

## Производња и производи

### Процес израде
Процес израде сита у радионици Дебељак је у потпуности ручни рад.
- Дрво: Користи се "женско јелово дрво" (смрча), које се пажљиво бира, цепа и савија ручно како би се спречило ломљење влакана. Обручи се обликују у савршен круг и закуцавају.
- Мрежа: Након тога се причвршћује мрежица. Разликују се сита (са финијом, гушћом мрежом за фино пшенично брашно) и решета (са оштријом, ређе тканом мрежом за кукурузно брашно). За велика пекарска сита користе се месингане жице за ојачавање мрежица.[5]

### Асортиман производа
Поред сита и решета различитих величина, радионица производи и друге дрвене кухињске предмете, укључујући кутлаче, цедиљке за лимун, даске за сечење, ренде, оклагије и кашике.
| Производ                | Примарни материјал(и)       | Примарна употреба                                                       |
| ----------------------- | --------------------------- | ----------------------------------------------------------------------- |
| Сита                    | Јелово дрво, фина мрежа     | Просејавање финог брашна, пасирање (нпр. џем од шипка).                 |
| Решета                  | Јелово дрво, ређа мрежа     | Просејавање кукурузног брашна, крупно млевених житарица, пасуља, ораха. |
| Велика пекарска сита    | Јелово дрво, месингане жице | Професионално пекарство.                                                |
| Мања сита               | Јелово дрво, разне мрежице  | Сувенири, специфични кућни послови.                                     |
| Остали дрвени производи | Дрво                        | Кутлаче, цедиљке, даске, ренде, оклагије, кашике.                       |

## Значај и наслеђе
Радионица Дебељак није само занатска радња, већ и важан центар очувања културног наслеђа.
- Очување заната: Она представља живу ризницу специјализованог, практичног знања које се преноси генерацијама.
- Културна веза са Словенијом: Радионица одржава опипљиву везу са домовином предака. Иван Дебељак је иницијатор и суоснивач Друштва Словенаца „Сава“ у Београду и активно ради на очувању словеначког језика и идентитета.[4][6]
- Симбол отпорности: Прича о радионици илуструје отпорност и прилагодљивост традиционалних заната у временима индустријализације и друштвених промена. Иако је потражња за ситима значајно опала, културна и сувенирска вредност ручно рађених производа омогућава занату да преживи у трансформисаном облику.[6]

Син Ивана Дебељака, по породичној традицији такође назван Иван, као и његов син такође, научио је ситарски занат, па иако је наставио каријеру као соло певач у опери Народног позоришта у Београду, будућност радионице не чини неизвесном и наглашава наставак традиције "последњег београдског ситара" и у наредној генерацији.